# Route européenne 264
Pour les articles homonymes, voir E264 (homonymie) et Route 264.
La route européenne 264 est une route reliant Jõhvi à Inčukalns.